# Apeadeiro de Outiz
O Apeadeiro de Outiz é uma interface encerrada da Linha do Porto à Póvoa e Famalicão, que servia a localidade de Outiz, no concelho de Vila Nova de Famalicão, em Portugal.

## História

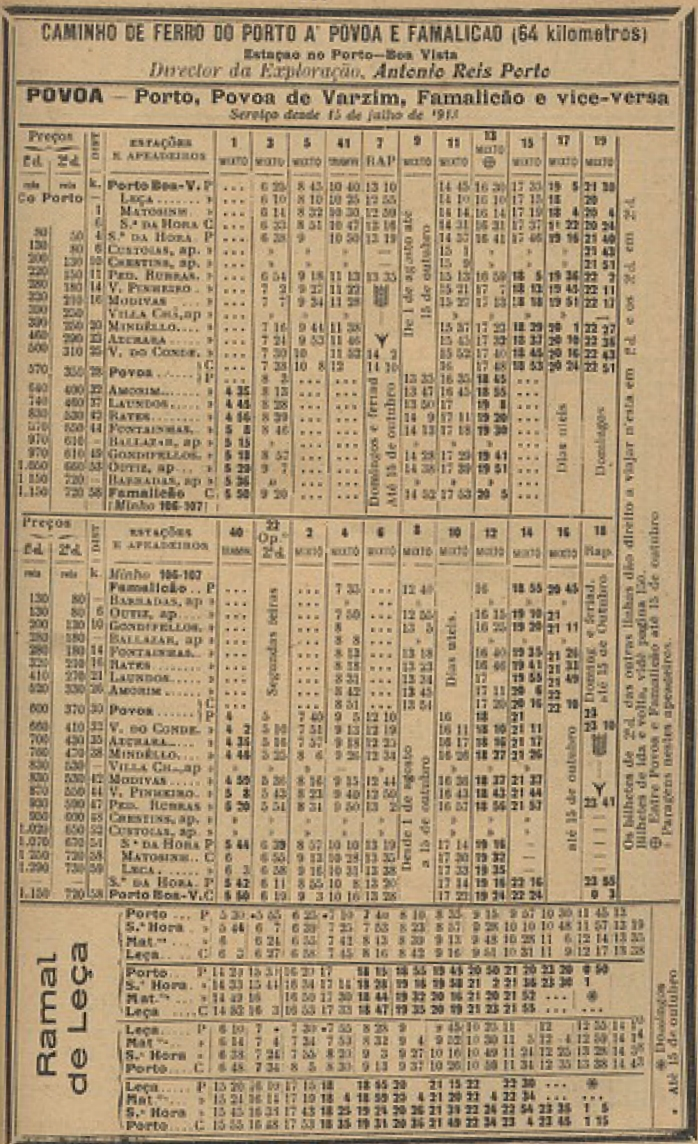
Horários de 1913, incluindo o apeadeiro de Outiz.

Este apeadeiro fazia parte do troço entre Famalicão e Fontaínhas da Linha do Porto à Póvoa e Famalicão, que abriu à exploração em 12 de Junho de 1881.
Em 2024, o antigo apeadeiro foi reconvertido num bar, servindo agora como apoio à Ecopista de Famalicão.